# Луара
Луа́ра (фр. Loire, брет. Liger, окс. Léger, лат. Liger) — самая длинная река во Франции, протяжённостью 1012 км, площадь водосборного бассейна — 115 тысяч км², что составляет более одной пятой площади Франции, в то время как её средний расход воды составляет лишь половину от расхода воды Роны. Берёт начало в департаменте Ардеш на юге Франции, на горе Жербье-де-Жон (Mont Gerbier de Jonc), в восточной части Центрального массива, течёт на север через Невер до Орлеана, дальше на запад через Тур и Нант. Впадает в Бискайский залив Атлантического океана возле Сен-Назера, образуя эстуарий.
Луара даёт своё название шести департаментам: Луара, Верхняя Луара, Атлантическая Луара, Эндр и Луара, Мен и Луара и Сона и Луара. 2 декабря 2000 года центральная часть долины Луары, расположенная в регионах Земля Луары и Центр — Долина Луары, была добавлена в список объектов Всемирного наследия ЮНЕСКО. Виноградники и замки, находящиеся на берегах реки на протяжении всего этого региона, являются главной туристической достопримечательностью.

## Этимология
Существует ряд версий происхождения потамонима «Луара». Согласно одной из них, название происходит от латинского Liger или Ligeris, упоминавшегося ещё Полибием во II веке до н. э.. Латинское же название, вероятно, происходит от галльского -liga, которое, в свою очередь, восходит к более древнему слову -lega, обозначающему «грязь» или «ил». Окситанская форма — leir, leira, leger, от индоевропейской основы leg, lig — «течь, бежать» или от баскского -liga («грязь», «тина»). По оценке Е. М. Поспелова, менее вероятно образование потамонима от имени кельтского божества Луг с гидронимическим окончанием -ар.

## История

### Доисторический период
Исследования палеогеографии региона показывают, что «палео-Луара» протекала на север и соединялась с Сеной, в то время как источник нижней Луары, протекавшей на запад вдоль современного течения, находился выше Орлеана в районе Гиена. В определённый момент в течение долгой истории подъёмов Парижского бассейна, нижняя (Атлантическая) Луара захватила «палео-Луару», породив настоящую Луару. Бывшее русло Луары занял Луэн.
Долина Луары была заселена со времён среднего палеолита, в промежутке от 90 до 40 тысяч лет назад. Обитавшие здесь неандертальцы использовали каменные орудия для изготовления лодок из стволов деревьев и плавали по реке. Представители вида Homo sapiens обосновались в долине Луары примерно 30 тысяч лет назад. В IV—V тысячелетиях до н. э. обитатели долины Луары начали расчистку лесов по краям реки и возделывание земель и разведение домашнего скота. Они начали строить мегалиты для поклонения мёртвым, примерно в 3500 году до н. э. В период между 1500 и 500 годами до н. э. в долину Луары прибыли галлы, а карнуты основали город Ценабум в том месте, которое сейчас называется Орлеаном, и построили мост через реку. К 600 году до н. э. Луара стала важным торговым путём между кельтами и греками, и служила одной из главных « транспортных магистралей» Франции на протяжении более 2000 лет. Финикийцы и греки использовали вьючных лошадей для перевозки товаров из Лиона до Луары, чтобы добраться от Средиземноморского бассейна до Атлантического побережья.

### Древний Рим, аланы и викинги
Римляне успешно покорили галлов в 52 году до н. э. и начали развивать Ценабум, который переименовали в Аврелиан в честь императора Аврелиана. Также римляне начали возводить город Цезародунум, (нынешний Тур), начиная с первого года н. э.. Римляне использовали Луару от истока до Роана, на протяжении 150 километров. После 16 года н. э. долина реки Луары стала частью римской провинции Аквитания со столицей в Аварикуме (современный Бурж). С III века христианство распространилось вдоль бассейна Луары, и многие религиозные деятели начали выращивать виноградники вдоль берегов реки.
В V веке Римская империя пришла в упадок, и франки и алеманны пришли в долину Луары с востока. После этого между франками и вестготами произошёл продолжительный конфликт. В 408 году иранское племя аланов пересекло Луару, и их огромные полчища поселились вдоль среднего течения Луары в Галлии под предводительством вождя Сангибана. У многих жителей вокруг нынешнего города Орлеана есть имена, свидетельствующие о присутствии алан — Аллины.
В IX веке викинги начали вторжение на западное побережье Франции, используя свои корабли для навигации по Луаре. В 853-м году они напали и уничтожили Тур и его знаменитое аббатство, позже уничтожив Анже в рейдах 854 и 872 годов. В 877 году король Карл Лысый умер, что наложило отпечаток на последующий конец династии Каролингов. После значительного конфликта в регионе, в 898 году Фульк I Рыжий, граф Анжу, получил власть над регионом.

### Средневековый период
Во время Столетней войны с 1337 по 1453 год Луара обозначала границу между французами и англичанами, которые занимали территорию на севере. Одна треть жителей погибла во время эпидемии Чёрной смерти в 1348—49 годах. Англичане победили французов в 1356 году и в 1360 году Аквитания перешла под английский контроль. В 1429 году Жанна д'Арк убедила Карла VII изгнать англичан из страны. Её успешное снятие осады Орлеана на Луаре стало поворотным моментом войны.
В 1477 году во Анжере была установлена первая французская печатная машина, и примерно в это же время были построены замки Ланже и Монсоро. Во время правления Франциска I с 1515 по 1547 год на регион оказал глубокое влияние итальянский Ренессанс, поскольку его принципы и элементы архитектуры и культуры были использованы при строительстве замков в эту эпоху.
В 1530-х годах идеи Реформация достигли долины Луары, и некоторые люди перешли в протестантскую веру. За этим последовали религиозные войны, и в 1560 году католики утопили в реке несколько сотен протестантов. Во время религиозных войн с 1562 по 1598 год Орлеан служил видным оплотом гугенотов, но в 1568 году протестанты взорвали Орлеанский собор. В 1572 году около 2000 (по другим оценкам около 3000) гугенотов были убиты в Париже во время резни в день святого Варфоломея. Ещё сотни были утоплены в Луаре католиками.

### С 1600 года по настоящее время
Веками местные жители использовали деревянные дамбы и производили дноуглубительные работы, чтобы поддерживать судоходство на реке, так как речной транспорт имел важное значение для региона. Речные перевозки постепенно увеличивались, и начиная со средних веков использовалась система оплаты за проезд и за перевозку грузов. Одновременно строились мосты через Луару, за использование которых тоже взималась плата. В настоящее время ещё существуют некоторые из этих платных мостов. В XVII веке Жан-Батист Кольбер ввёл использование каменных подпорных стен и набережных от Роанна до Нанта, что помогло сделать реку более безопасной, но судоходство все ещё часто прерывалось во время наводнений и засух. Согласно сообщениям, в 1707 году в долине Луары, во время наводнения утонуло 50 000 человек, а в Орлеане за два часа вода поднялась более чем на 3 метра. Как правило, пассажирское путешествие вниз по течению от Орлеана до Нанта занимало восемь дней, а путешествие вверх по течению — четырнадцать. Так же вблизи Нанта проводились казни пленных, захваченных во время Вандейского мятежа, как наиболее эффективный и дешёвый способ убийства.
Вскоре после начала XIX века между Нантом и Орлеаном начали курсировать пассажирские пароходы. К 1843 году 70 000 пассажиров перевозились ежегодно в нижней Луаре и 37 000 в верхней Луаре. Но конкуренция со стороны железной дороги, начавшаяся в 1840-х годах, вызвала спад в речных перевозках. Предложения по развитию полностью судоходной реки до Бриара были отвергнуты. Открытие бокового канала Луары в 1838 году позволило продолжить навигацию между Дигуэном и Бриаром, но пересечение реки в Бриаре оставалось проблемой до строительства бриарского акведука в 1896 году. Это сооружение длиной 662 метра было самой длинной подобной конструкцией в мире, и оставалось таковой в течение достаточно долгого времени.
В 1838 году был также открыт канал между Дигуэном и Роаном. Он был почти закрыт в 1971 году, но в начале XXI века он все ещё обеспечивает навигацию дальше вверх по долине Луары до Дигуэна. Канал де Берри (261 км), узкий канал, с шлюзами шириной всего 2,7 м, который был открыт в 1820-х годах и соединял боковой канал Луары в Марсей-лез-Обиньи с рекой Шер в департаменте Луар и Шер недалеко от Тура, был закрыт в 1955 году. Сегодня Луара официально судоходна до Bouchemaine, где возле Анже в неё впадает Мен.

## География
Исток реки лежит в восточной части Центрального массива, в источниках с южной стороне горы Жербье-де-Жон. Первоначально это просто струйка воды, расположенная на высоте 1408 метров (4619 футов) над уровнем моря. Присутствие водоносного горизонта под горой Гербье-де-Жонк приводит к появлению нескольких источников, три из которых расположены у подножия горы. Эти три источника сходятся, образуя Луару, которая спускается в долину к югу от горы. Из-за тектонических деформаций Луара изменила своё русло с первоначального (впадение в Ла-Манш), на нынешнее (впадение в Бискайский залив), образовав тем самым узкие ущелья, долину Луары с аллювиальными образованиями и длинные пляжи вдоль побережья Атлантического океана.
Река может быть разделена на три основные зоны:
- Верхняя Луара, территория от истока до слияния с Алье;
- Средняя долина Луары, территория от Алье до слияния с Меном;
- Нижняя Луара, территория от Мена до устья.

В верхнем бассейне река протекает через узкую долину, изрезанную ущельями и с лесами по краям. В этой зоне сравнительно низкая численность населения. На стыке верхней и средней Луар аллювиальная равнина расширяется, а река извивается и разветвляется на несколько каналов. Речной сток особенно велик в районе около Роана и Виши вплоть до слияния с Алье. В средней части реки в долине Луары существуют многочисленные дамбы, построенные между XII и XIX веками, что обеспечивает защиту от наводнений. На этом участке река относительно прямая, за исключением отрезка вблизи Орлеана, и на ней присутствуют многочисленные песчаные пляжи и острова. Нижнее течение реки характеризуется водными угодьями и болотами, которые имеют большое значение для охраны среды, учитывая, что они образуют уникальные места обитания для перелётных птиц.

### Притоки Луары
Основные притоки Луары включают в себя реки Мен, Ньевр и Эрдр на правом берегу, а также реки Алье, Шер, Эндр, Вьенну и Севр-Нантез на левом берегу. Из них крупнейшим притоком Луары является Алье, длиной 410 км (250 миль), который впадает в Луару недалеко от Невера. Вьенна — вторая по длине притока, протяжённостью 372 км (231 миль), впадает в Луару у Кандес-Сен-Мартена, за ней следуют Шер, протяжённостью 367,5 км (228,4 миль) и Эндр, протяжённостью 287 км (178 миль).

### Города на Луаре
На Луаре находятся города (в порядке от истока к устью):
- Роан
- Невер
- Орлеан
- Блуа
- Тур
- Анже
- Нант
- Сен-Назер[31].

- Города на Луаре
- Орлеан
- Сомюр
- Тур
- Блуа
- Нант
- Шинон

## Геология
Геологические формации в бассейне Луары могут быть сгруппированы в два набора формаций, а именно: область фундамента и область осадочных формаций. Домен фундамента в основном состоит из метаморфических и кремнистых фрагментированных пород с подземными водами, встречающимися в трещинах. Осадочный домен состоит из известняка и карбонатных пород, которые, где насыщены, образуют продуктивные водоносные горизонты. Скальные выходы гранита или базальта также обнажаются в русле реки на нескольких участках.
На средних участках реки есть много известняковых пещер, которые были населены людьми в доисторическую эпоху. Пещеры представляют собой тип известняковых образований, а именно туфо (пористый вид мела, не путать с туфом). В прибрежной зоне видны твердые тёмные камни, гранит, сланцы и густой почвенный покров.

## Расход и регулирование воды
Расход воды в реке составляет 863 м³/с, что является средним показателем за период 1967—2008 годов. Величина расхода сильно варьируется вдоль реки, составляя от приблизительно 350 м³/с в Орлеане до 900 м³/с в устье. Изменение также сильно зависит от времени года, и в августе-сентябре около Орлеана нередок расход всего 10 м³/с. Во время наводнений, которые обычно происходят в феврале и марте, но иногда случаются в другие периоды, расход иногда превышает 2000 м³/с для Верхней Луары и 8000 м³/с для Нижней Луары. Средний расход воды в нижнем течении — 843 м³/с. Наиболее серьёзные наводнения происходили в 1856, 1866 и 1911 годах. В отличие от большинства других рек в Западной Европе, на Луаре очень мало плотин или шлюзов, создающих препятствия для естественного стока. Плотина Вильереста, построенная в 1985 году в нескольких километрах к югу от Роанна, сыграла ключевую роль в предотвращении недавнего наводнения. В результате, Луара является очень популярной рекой для прогулок на лодках, протекающей по пасторальной сельской местности, мимо известняковых скал и исторических замков. На берегах реки расположены четыре атомные электростанции: Бельвиль, Шинон, Дампьер и Сен-Лоран.

## Судоходство
В 1700 году порт Нанта насчитывал больше внутренних водных путей, чем любой другой порт во Франции, что свидетельствует об историческом значении судоходства по самой длинной реке Франции. Габары с малой осадкой и другие речные суда продолжали перевозить товары в индустриальную эпоху, включая уголь из Сент-Этьена, загруженный на баржи в Орлеане. Однако опасности безнапорная навигация [что?] и ограниченние по тоннажу привели к тому, что железные дороги быстро вытеснили судоходство начиная с 1850-х годов. В 1894 году была основана компания, которая способствовала улучшению навигации от Нанта до Бриара. Работы были начаты в 1904 году и проводились в два этапа от Анже до предела приливов в Удоне. Волнорезы и погружные насыпи, построенные при этих работах сохранились до наших дней и способствуют ограниченной навигации в современных условиях.
По состоянию на 2017 год судоходны следующие участки Луары:
- Приморская Луара: 53 км от Атлантического океана в Сен-Назере до Нанта, без шлюзов[35];
- Луара: 84 км от Нанта до Бухемейна около Анже, без шлюзов[36];
- Боковой канал Луары: 196 км от Бриара до Дигуэна, параллельно самой Луаре, 36 шлюзов[37];
- Канал между Дигуэном и Роаном: 56 км, параллельно самой Луаре, 10 шлюзов[38].

## Климат
Французское прилагательное ligérien происходит от названия Луары, как и le climat ligérien («климат долины Луары»). Климат считается самым приятным на севере Франции, с более тёплой зимой и с меньшими экстремальными температурами летом, редко превышающими 38 °C. Он определяется как умеренный морской климат и характеризуется отсутствием засушливых сезонов и проливными дождями и снегопадами зимой, особенно в верховьях. Количество солнечных часов в году колеблется между 1400 и 2200 и увеличивается с северо-запада на юго-восток. В регионе выпадает 690 мм осадков вдоль побережья и 648 мм внутри региона.

## Природа

### Флора
В центральной области долины реки Луары находится самый большой лес Франции — Орлеанский лес, занимающий площадь в 38 234 гектаров (94 480 акров) и лесной парк, известный как «Форе де Шамбор», занимающий площадь в 5440 гектаров (13 400 акров). Другая растительность в долине, в основном под частным контролем, состоит из различных пород дуба, бука и сосны. В болотистой местности ясень, ольха и ива выращиваются с ряской, обеспечивающей необходимый естественный оплодотворяющий эффект. Атлантическое побережье является домом для нескольких водных трав, важным видом является солерос, который используется в качестве кулинарного ингредиента. Более 2000 лет назад древние греки завезли виноград, который теперь стал главным растением долины Луары. В начале нашей эры римлянами были завезены в регион дыни, яблони, вишня, айва и груши. В Орлеане из пурпурных крокусов стали добывать шафран. В садах Шато начали культивировать сливу. Из северо-западной Франции была завезена спаржа.

### Фауна

#### Планктон
С более чем 100 видами водорослей Луара имеет самое высокое разнообразие фитопланктона среди французских рек. Наиболее распространенными являются диатомовые водоросли и зелёные водоросли (около 15 % по массе), которые в основном встречаются в низовьях. Их общая масса невелика, когда речной сток превышает 800 м³/с и становится значительным при расходах 300 м³/с или ниже, которые происходят летом. С уменьшением потока первыми видами, которые появляются, являются одноклеточные диатомовые водоросли, такие как Cyclostephanos invisitatus, C. meneghiniana, S. Hantzschii и Thalassiosira pseudonana. Затем к ним присоединяются многоклеточные формы, включая Fragilaria crotonensis, Nitzschia fruticosa и Skeletonema potamos, а также зелёные водоросли, которые образуют колонии в форме звёзд или прострации. В то время как общая биомасса низкая в верховьях, биоразнообразие высокое, с более чем 250 таксонами в Орлеане. При больших потоках и в верховьях доля зелёных водорослей уменьшается, а в фитопланктоне преобладают диатомовые водоросли. Гетеротрофные бактерии представлены кокками (49 %), палочками (35 %), колониями (12 %) и филаментами (4 %).

#### Рыбы
В бассейне реки Луары можно найти почти все виды пресноводных рыб Франции, то есть около 57 видов из 20 семейств. Многие из них являются мигрирующими, из них 11 видов поднимаются вверх по реке для нереста. Наиболее распространенными видами являются атлантический лосось, морская форель, морская минога, европейская речная минога и корюшка. Речной угорь распространен в верховьях ручьев, в то время как камбала и кефаль как правило, остаются вблизи устья реки. На притоках водятся кумжа, обыкновенный подкаменщик, европейская ручьевая минога, судак и сом. Исчезающие виды включают хариуса, налима и горчака, а неместные виды представлены скальным окунем. Хотя в Луаре вымер только один местный вид рыб, а именно атлантический осётр в 1940-х годах, популяция рыб сокращается, главным образом из-за сокращения нерестилищ. Последние в основном страдают от промышленного загрязнения, строительства дамб и осушения болот. Потеря нерестилищ в основном затрагивает щуку, которая является основным хищником Луары, а также угря, карпа, краснопёрку и лосося. Большой лосось Луары, подвид атлантического лосося, считается символической рыбой реки. Его популяция сократилась с примерно 100 000 в XIX веке до менее 100 в 1990-х годах, что привело к принятию полного запрета на промысел лосося в бассейне Луары в 1984 году. Программа восстановления лосося была начата в 1980-х годах и включала такие меры, как удаление двух устаревших гидроэлектростанций и выведение молоди. В результате принятых мер популяция лосося увеличилась примерно до 500 в 2005 году.

#### Амфибии
Большинство амфибий Луары встречаются в районах с медленным течением вблизи дельты, особенно в болотах и поймах. В них преобладают огненная саламандра, лягушки и жабы. Жабы представлены обыкновенной жабой, жабой-повитухой, желтобрюхой жерлянкой, камышовой жабой, обыкновенной чесночницей и западной чесночницей. Из лягушек встречаются обыкновенная квакша, травяная лягушка, прыткая лягушка, съедобная лягушка, остромордая лягушка и прудовая лягушка. Из тритонов на Луаре распространены мраморный тритон, обыкновенный тритон, альпийский тритон и нитеносный тритон.

#### Птицы
В районах, непосредственно прилегающих к Луаре насчитывается около 64 % гнездящихся видов птиц во Франции, то есть 164 вида, из которых 54 являются водоплавающими птицами, 44 вида распространены в культивируемых лесах, 41 вид в естественных лесах, 13 видов на открытой местности и 12 видов в скалистых районах. Популяции всех видов были в основном стабильны, по крайней мере, между 1980—2000-ми годами, при этом значительные изменения численности наблюдались только для 17 видов. Из них у пяти видов популяция увеличивалась, у четырёх сокращалась, а у остальных восьми колебалась. Некоторые из этих изменений имели глобальный характер, например, повсеместное распространение средиземноморской чайки в Европе.

## Защита окружающей среды
Хотя Луара и считается исключительным экологическим образованием (последняя крупная относительно «дикая» река Франции) и биологическим коридором, имеющим национальное и общеевропейское значение для миграции многих рыб и птиц, её не обошли стороной загрязнения в результате прямых или косвенных сбросов не прошедших обработку или плохо обработанных отходов производства, загрязнения, связаные с сельскохозяйственной деятельностью (удобрения, пестициды, взвешенные вещества в результате эрозии почвы), загрязнения городскими стоками или атмосферными отложениями.
В 1986 году французское правительство, Агентство по водным ресурсам Луары-Бретани и EPALA заключили соглашение о программе предотвращения наводнений и водохранилищ в бассейне, предусматривающее строительство четырёх больших плотин, одной на самой Луаре и трёх на Алье и Шере. Французское правительство предложило построить плотину в верхней части Луары, в местечке Серре де ла Фаре, которая привела бы к экологической катастрофе, поскольку в результате оказались бы затопленными около 20 км ущелий. В результате Всемирный фонд дикой природы (англ. World Wide Fund (WWF)) и другие неправительственные организации в 1988 году создали сообщество «Луара Виванте» («Живая Луара»), для борьбы против строительства плотин на Луаре, и организовали встречу с министром окружающей среды Франции. Французское правительство первоначально отклонило проблемы сохранения окружающей среды и в 1989 году дало проектам плотин зелёный свет. Это вызвало публичные демонстрации WWF и природоохранных групп. В 1990 году «Луара Виванте» встретилась с премьер-министром Франции и чиновниками правительства, на этот раз успешно, так как правительство позже потребовало, чтобы EPALA приступила к крупным реформам в своём подходе к управлению рекой. Из-за широкого лоббирования это предложение и другие предложения о строительстве дамбы были в итоге отклонены в 1990-х годах, и с тех пор район Серре де ла Фаре был защищён как участок «Природа 2000» в соответствии с природоохранным законодательством Европейского Союза.
Усилия WWF были особенно важны в изменении восприятия французских властей в поддержку строительства плотины для защиты окружающей среды и устойчивого управления речным бассейном. В 1992 году Французские власти оказали помощь проекту «Природа Луары», который получил средства в размере около 9 миллионов долларов США до 1999 года, в рамках программы ЕС «Жизнь», приступив к восстановлению речных экосистем и дикой природы. В том же году также создана Ассоциация фермеров Верхней долины Луары в целях содействия устойчивому сельскому туризму. Французское правительство приняло «План естественной реки Луары» (фр. Plan Loire Grandeur Nature) в январе 1994 года, положив начало снятию с эксплуатации трёх дамб на реке. Последняя плотина была выведена из эксплуатации в 1998 году. Основой этого решения было то, что экономические выгоды от плотин не перевешивали их значительного экологического воздействия, поэтому целью стало восстановление речных экосистем и пополнение запасов лосося в Луаре. Луара уникальна в этом отношении, так как атлантический лосось может плыть до 900 км вверх по реке и нереститься в верховьях Алье. Французское правительство предприняло этот крупный план, главным образом потому, что загрязнение окружающей среды и чрезмерный вылов рыбы сократили количество лососей, ежегодно мигрирующих на нерестилища в верховьях Луары и её притоков, от примерно 100 000 особей до всего 67 особей, наблюдавшхся в 1996 году на верхнем течении Алье.
Также WWF и местные органы охраны природы приложили значительные усилия для улучшения охраны лимана Луары и его окрестностей, учитывая, что они являются уникальными средами обитания мигрирующих птиц. Устье и его береговая линия также важны для рыболовства, разведения моллюсков и туризма. Крупный торговый порт в Нанте нанёс серьёзный ущерб экосистеме устья Луары. В 2002 году WWF оказал помощь во втором проекте «Природа Луары» и расширил сферу его охвата на весь бассейн Луары, включая около 4500 гектаров земли с бюджетом в 18 млн долларов США, в основном финансируемых государственными органами.

## Долина Луары
Долина Луары (фр. Valleé de la Loire) лежит в средней части реки, простирается примерно на 280 км и занимает площадь около 800 км². Она также известна как «сад Франции» — из-за обилия виноградников, фруктовых садов, плантаций артишоков, спаржи и вишни, которые располагаются вдоль берегов реки, а также как колыбель французского языка. Эта область особенно примечательна своим архитектурным наследием — как своими историческими городами, такими как Амбуаз, Анже, Блуа, Шинон, Нант, Орлеан, Сомюр и Тур, так и замками, такими как Амбуазский замок, Анжерский замок, Шамборский замок, замок Монсоро, замок Юссе, замок Вилландри и замок Шенонсо, а также многочисленными культурными памятниками, которые иллюстрируют идеалы Ренессанса и эпохи Просвещения в западноевропейской мысли и дизайне.
2 декабря 2000 г. ЮНЕСКО добавило центральную часть долины Луары, между Бушменом в Анжу и Сюлли-сюр-Луар в Луаре, в свой список объектов Всемирного наследия. Выбирая этот район, комитет ЮНЕСКО отметил, что долина Луары — «это исключительный культурный ландшафт, который состоит из исторических городов и деревень, великих архитектурных памятников, замков и земель, которые культивировались и формировались в результате многовекового взаимодействия между местным населением и его физической средой, в частности самой Луарой».

### Архитектура
Первые архитектурные сооружения создавались в долине Луары начиная с X века в качестве оборонительных крепостей, называемых донжонами. Одним из старейших подобных сооружений во Франции является замок Ланже, построенный графом Фульком III Анжуйским в 944 году. Этот стиль постепенно вытеснялся религиозным архитектурным стилем в XII—XIV веках, когда на скалистых холмах были построены неприступные замковые крепости. Одна из внушительных крепостей этого типа — Анжерский замок с 17-ю башнями. За этим последовали эстетически построенные замки (также функционирующие как жилые единицы), которые заменили четырёхугольную планировку крепостей. Тем не менее, внешние защитные сооружения в виде герс и рвов, окружающих толстые стены крепостей замков, продолжали использоваться. Дальнейшее совершенствование дизайна замков продолжалось в XV веке, прежде чем благодаря декоративным и элегантным интерьерам стиль барокко приобрёл известность и стал модным с XVI по конец XVIII века.
Архитекторами стиля барокко, которые создали структуры некоторых изысканных замков были: парижанин Франсуа Мансар, чей классический симметричный дизайн можно увидеть в замке Блуа, Жак Бужье из Блуа, классический дизайн которого — замок Шеверни. Гийом Баутру перестроил замок Серран в западной части долины Луары. В XVII веке замки в экзотических стилях возводились лихорадочными темпами. Известное сооружение этого периода — замок Шантелуп в Амбуазе, который был построен между 1773 и 1778 годами.
Неоклассический архитектурный стиль, который появился в середине XVIII века был возрождением классического стиля архитектуры. Одним из таких заметных сооружений является замок Менар, построенный Жаком Анж Габриэлем, который был королевским архитектором при дворе Людовика XV. Этот стиль был увековечен во времена правления Людовика XVI, но с большей утонченностью. Одним из таких изысканных замков, которые можно увидеть рядом с Анже, является замок Монжоффруа. Обстановка внутри замков также стала свидетелем изменений, соответствующих стилю жизни его обитателей. Сады, декоративные фонтаны, цветники, тропинки и ухоженная трава, так и стиль кухни (выращивание овощей), также подчеркивали богатство замков. Великая французская революция принесла радикальные изменения в худшую сторону в развитии архитектуры замков, поскольку монархия во Франции закончилась.
- Замки Луары
- Замок Монсоро
- Замок Блуа
- Замок Шеверни
- Замок Менар
- Замок Ланже

### Виноделие
Луарский винодельческий регион включает аппелласьоны, расположенные вдоль Луары
от района Мюскаде около Нанта на побережье Атлантического океана до районов Сансер и Пуйи-Фюме, к юго-востоку от Орлеана на севере центральной Франции. Между ними находятся винодельческие районы Анжу, Сомюр, Бург, Шинон и Вувре. Сама долина Луары следует за рекой через провинцию Луары к истоку реки в Севеннах, но большая часть вина производится на территориях, указанных выше.

## Лингвистические особенности
В силу широтного направления своего течения, нижняя половина Луары долгое время служила естественной границей между двумя крупнейшими романскими наречиями, выделившимися из народной латыни на территории современной Франции.
К северу от Луары романоязычная культура хотя и смогла закрепиться, но испытала на себе сильное воздействие кельтского субстрата и германского адстрата; что отразилось в наречии «ланг д’ойль» (langue d’oil), из которого развился старофранцузский, а затем и современный стандартный французский язык.
К югу от реки романская культура дольше сохранялась в своём первозданном (средиземноморском) виде с меньшими кельтскими и незначительными германскими влияниями; в этих областях сформировалось наречие «ланг д’ок» (langue d’oc; в другом прочтении — «лангедок»), от которого произошёл провансальский язык (окситанский язык), впоследствии в значительной степени вытесненный французским, а также каталанский язык на территории Испании.